# Filips II Ernst van Schaumburg-Lippe
Filips II Ernst (Rinteln, 5 juli 1723 – Bückeburg, 13 februari 1787) was graaf van Schaumburg-Lippe van 1777 tot 1787. Hij was een zoon van graaf Frederik Ernst van Lippe-Alverdissen en diens vrouw Elisabeth van Friesenhausen. Hij volgde zijn achter-achterneef Willem van Schaumburg-Lippe op, nadat die zonder overlevende of wettige nakomelingen was overleden.
Filips was twee keer getrouwd. Voor de eerste maal huwde hij op 6 mei 1756 te Weimar met Ernestine van Saksen-Weimar-Eisenach (Weimar 28 december 1722 – Alverdissen 25 november 1769), dochter van hertog Ernst August I. Zij kregen vier kinderen, van wie er één zijn jeugd overleefde:
- Karel Willem Frederik Ernst (Alverdissen 18 juli 1759 – Bückeburg 7 september 1780)

Op 10 juni 1780 hertrouwde hij in Philippsthal met Juliana van Hessen-Philippsthal (Zutphen 8 juni 1761 – Bückeburg 9 november 1799), dochter van landgraaf Willem. Met haar kreeg hij ook vier kinderen, van wie er drie de volwassen leeftijd bereikten.
- Wilhelmina Charlotte (Bückeburg 18 mei 1783 – Binder 6 augustus 1858); ∞ (Wenen 7 november 1814) graaf Ernst van Münster (1766 – Hannover 20 februari 1839)
- George Willem (Bückeburg 20 december 1784 – aldaar 21 november 1860), graaf en later vorst van Schaumburg-Lippe 1787-1860
- Caroline Louise (Bückeburg 29 november 1786 – Rudolstadt 1 juli 1846)

Filips had een maîtresse, Françoise Fuseau dit Roch (ca 1742 – 3 maart 1810). Volgens sommigen had hij bij haar acht kinderen, maar dit is niet met zekerheid te zeggen.
Filips I · Frederik Christiaan · Albert Wolfgang · Willem · Filips II · George Willem · Adolf I · George · Adolf II